# Cięciel plamorogi

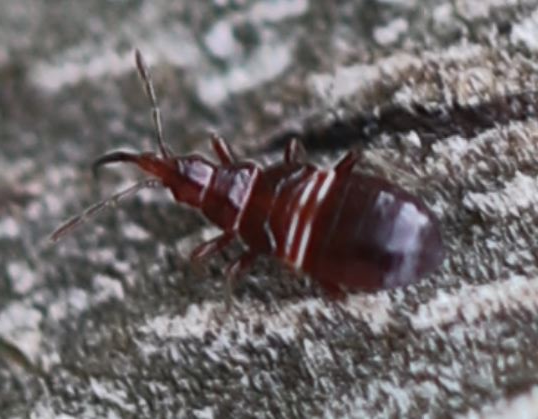
Larwa

Cięciel plamorogi (Temnostethus gracilis) – gatunek pluskwiaka z podrzędu różnoskrzydłych i rodziny dziubałkowatych. Naturalnie zamieszkuje palearktyczną Eurazję. Ponadto zawleczony został do Kanady.

## Taksonomia
Gatunek ten opisany został po raz pierwszy w 1907 roku przez Gézę Horvátha na łamach „Annales Historico-Naturales Musei Nationalis Hungarici” jako odmianę pod nazwą Temnostethus pusillus var. gracilis. Jako lokalizację typową wskazano Ulm w Niemczech. Do rangi odrębnego gatunku takson ten wyniósł w 1937 roku Wolfgang Stichel.

## Morfologia
Pluskwiak osiągający od 2,3 do 2,9 mm długości ciała. Występuje u niego polimorfizm skrzydłowy, przy czym dominują formy krótkoskrzydłe. Ubarwienie ciała jest czarne z parą białawych plamek na nasadach półpokryw i rozjaśnionymi goleniami. Głowa ma czułki zbudowane z czterech podobnych szerokością i owłosieniem członów. Długość szczecinek na członach trzecim i czwartym jest mniejsza niż dwukrotność średnicy tych członów. Trójczłonowa, zakrzywiona kłujka w spoczynku sięga ku tyłowi co najmniej do połowy długości bioder środkowej pary. Przedplecze jest trapezowate z dobrze wykształconą obrączką apikalną wystającą przed jego przednie kąty. Krawędzie boczne przedplecza są między obrączką a przednim płatem wcięte. Kształt tarczki jest trójkątny. Półpokrywy są słabo błyszczące, u form długoskrzydłych ze słabiej niż u T. distans odsuniętą ku tyłowi jasną przepaską na endokorium. Wszystkie pary odnóży mają trójczłonowe stopy. Zatułów ma krawędź tylną ściętą lub lekko zaokrągloną. Odnóża tylnej pary mają szeroko rozstawione biodra. Kanaliki wyprowadzające gruczołów zapachowych zatułowia są proste.

## Ekologia i występowanie
Owad ten preferuje lasy, ale zamieszkuje też inne zadrzewienia. Bytuje na korze drzew liściastych, najczęściej na brzozach i olszach. Jest drapieżnikiem żerującym na roztoczach, małych mszycach oraz jajach i larwach innych owadów. Aktywne osobniki spotyka się od wczesnej wiosny do jesieni. Stadium zimującym jest owad dorosły.
Gatunek pierwotnie palearktyczny. W Europie znany jest z Hiszpanii, Irlandii, Wielkiej Brytanii, Francji, Belgii, Holandii, Luksemburga, Niemiec, Szwajcarii, Liechtensteinu, Austrii, Włoch, Danii, Szwecji, Norwegii, Finlandii, Estonii, Łotwy, Polski, Czech, Słowacji, Węgier, Białorusi, Ukrainy, Mołdawii, Słowenii, Serbii, Bułgarii oraz europejskich części Turcji i Rosji. W Azji podawany jest z syberyjskiej i dalekowschodniej części Rosji, Armenii, Azerbejdżanu i Iranu. Ponadto zawleczony został do Nearktyki – do kanadyjskiej Nowej Szkocji.